# Colobothea regularis
Colobothea regularis là một loài bọ cánh cứng trong họ Cerambycidae.